# (18327) 1985 CX1
1985 سي أكس 1 (ويعرف أيضًا باسم (18327) 1985 سي أكس 1 وفق تسمية الكوكب الصغير) (بالإنجليزية: 1985 CX1)‏؛ هو كويكب ضمن حزام الكويكبات.
اكتُشف هذا الجُرم الفلكي بواسطة هنري ديبهون في 12 فبراير 1985، وترتيبه 18327 من حيث الاكتشاف.

## الوصف
اكتُشف 183271985CX في 12 فبراير 1985 في مرصد لاسيلا، الواقع في صحراء أتاكاما، إقليم كوكيمبو في تشيلي، بواسطة عالم الفلك البلجيكي هنري ديبهون. وقد رصد المشروع 1,906 مشاهدة للكويكب إلى غاية 5 فبراير 2022 بتوقيت منطقة المحيط الهادئ، أي في مدة قدرها 18,186 يومًا (49.8 عام). تستغرق الفترة المدارية للكويكب 1,220 يومًا (3.3 عام).

## الخصائص المدارية
يتميز مدار هذا الكويكب بنصف محور رئيسي يبلغ 2.23 وحدة فلكية، وحضيض قدره 2.05 وحدة فلكية، وانحراف قدره 0.0791 وزاوية ميلان 2.57 درجة بالنسبة لمسار الشمس. بسبب هذه الخصائص، أي نصف المحور الرئيسي بين 2 و3.2 وحدة فلكية وحضيض أكبر من 1,666 وحدة فلكية، يُصنف هذا الجُرم الفلكي وفقًا لقاعدة بيانات مختبر الدفع النفاث لأجرام النظام الشمسي الصغيرة كائنًا من حزام الكويكبات الرئيسي.

## الخصائص الفيزيائية
يُقدر القدر المطلق (H) لـ183271985CX بـ14.95 ووضاءته بـ0.293، مما يمكِّن تقدير قطره بـ 2.691كم. استُخلصت هذه النتائج بفضل ملاحظات مستكشف الأشعة تحت الحمراء عريض المجال (WISE)، وهو مرصد فضائي أمريكي وُضع في المدار في عام 2009 ويراقب السماء بأكملها بالأشعة تحت الحمراء، في عام 2011، نُشرت النتائج الأولى المتعلقة بالكويكبات من الحزام الرئيسي.

## وصلات خارجية
- (18327) 1985 CX1 في قاعدة بيانات مختبر الدفع النفاث لأجرام النظام الشمسي الصغيرة

- الاكتشاف · مخطط المدار ·  العناصر المدارية · المعلمات المادية

- (18327) 1985 CX1 على موقع ويكي سكاي: DSS2, SDSS, GALEX, IRAS, Hydrogen α, X-Ray, Astrophoto, Sky Map, Articles and images